# Коанш
Коанш (фр. Coinches) је насељено место у Француској у региону Лорена, у департману Вогези.
По подацима из 2011. године у општини је живело 346 становника, а густина насељености је износила 60,81 становника/km².

## Демографија
| 1962. | 1968. | 1975. | 1982. | 1990. | 2011. |
| ----- | ----- | ----- | ----- | ----- | ----- |
| 214   | 192   | 199   | 319   | 345   | 346   |